# Martin Evans
Sir Martin John Evans FRS (Stroud, Anglaterra, 1941) és un genetista i bioquímic anglès guardonat amb el Premi Nobel de Medicina o Fisiologia l'any 2007.

## Biografia
Va néixer l'1 de gener de 1941 a la ciutat de Stroud, població situada al comtat de Gloucestershire. Va estudiar bioquímica a la Universitat de Cambridge, en la qual es va llicenciar el 1963, i el 1969 es doctorà a la Universitat de Londres. Interessat en la docència ha estat professor d'anatomia i embriologia a la Universitat de Londres entre 1978 i 1980, de genètica a la Universitat de Cambridge fins al 1999, i des d'aquell any a la Universitat de Cardiff.
Membre de la Royal Society de Londres des de l'11 de març de 1993, el 2004 fou nomenat Cavaller amb el títol de sir per la reina Elisabet II del Regne Unit.

## Recerca científica
Especialitzat en genètica l'any 1981 descobrí l'estat embrionari de les cèl·lules mare, i així mateix realitzà diverses tècniques de modificació genètica en animals, especialment en ratolins.
L'any 2007 ha estat guardonat amb el Premi Nobel de Medicina o Fisiologia, juntament amb Mario Capecchi i Oliver Smithies, pels seus treballs sobre cèl·lules mare i manipulació genètica en models animals.